# Kloster Ubexy

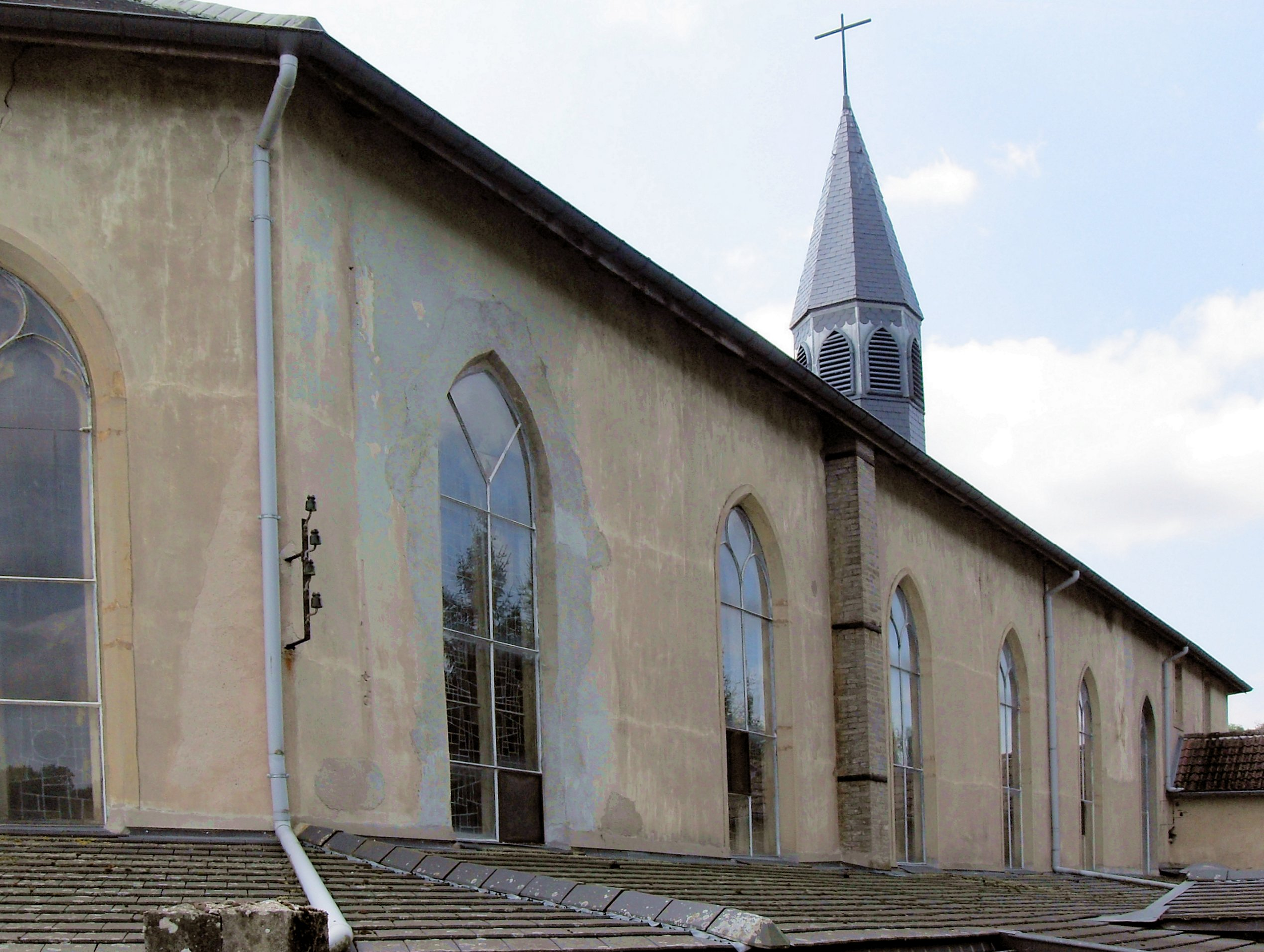
Die ehemalige Abteikirche des Klosters

Das Kloster Ubexy (lateinisch Abbatia Beatae Mariae de Sancto Joseph) war von 1841 bis 2012 eine französische Trappistinnenabtei in Ubexy, bei Charmes, Bistum Saint-Dié.

## Geschichte
Kloster Notre-Dame de Saint-Joseph in Ubexy (gesprochen: Üpsi) wurde 1841 von Kloster Sainte-Catherine (vor den Toren von Laval, heute: Kloster La Coudre) als Priorat gegründet (ab 1874 Abtei). Die Nonnen unterhielten einen Landwirtschaftsbetrieb und ab 1876 eine Käserei, im 20. Jahrhundert eine bedeutende Hostienfabrik. 2012 gaben die verbleibenden zwölf Nonnen ihr Kloster auf und wechselten (ebenso wie die Nonnen von Kloster La Grâce-Dieu und der Trappistinnenabtei Belval) in das Kloster Igny.

### Gründungen
- 1876: Vier Schwestern gehen zur Verstärkung in das Kloster Sacré-Coeur in Mâcon
- 1898: Gründung von Kloster Tenshien in Japan
- 1971: Gründung von Kloster El Encuentro in Mexiko

### Oberinnen, Priorinnen und Äbtissinnen
- Catherine (1841–1845)
- Agathe Guyot (1845–1850)
- François d’Assise Houdoin (1850–1856)
- Claire Talotte (1856–1862)
- Thaïs Morel (1862–1890, ab 1875 erste Äbtissin)
- Marie Joseph Bazoche (1890–1909)
- Hedwige Knittel (1909–1932)
- Stéphanie Trompette (1932–1941)
- Marie des Anges Chamagne (1941–1975)
- François d’Assise Hubault (1975–1987)
- Anne Morin (1987–2000)
- Christine Aptel (2001–2011)